# Mausoleo Castelbarco
Il Mausoleo Castelbarco è un monumento sepolcrale situato ad Ispra di fronte al cimitero. 

## Struttura
L'edificio ha una pianta poligonale. La parte esterna è in granito bianco mentre l'interno in granito rosso, entrambi provenienti dalle cave di Baveno. L'ingresso verso la strada è preceduto da un pronao a quattro colonne sormontato da un timpano triangolare e il lato verso il lago richiama la facciata principale, con quattro colonne appoggiate alla parete. L'edificio si sviluppa su due livelli. La cappella superiore è coperta da una cupola di grandi dimensioni, sostenuta da colonne di granito rosso lisce e rastremate verso l'alto dai capitelli dorici, poggiante su un alto tamburo, decorata a cassettoni prospetticamente. 
In corrispondenza della cappella superiore, una scala porta a quella sotterranea, dove è conservato il sarcofago di Antonietta Castelbarco, collocata il 3 settembre 1864. Di fronte alla sua si trova quella del marito e negli spazi laterali quelle di altri famigliari.

## Storia

### I primi proprietari
I Suardi
I primi proprietari furono i componenti della famiglia Suardi.
La grande villa venne costruita, durante la metà dell'Ottocento, grazie alla trasformazione delle case che un secolo prima erano di proprietà dei Suardi. Questa famiglia era proprietaria di tante terre di Arona nel Settecento e, intrecciandosi con le famiglie De Corte e Besozzi, comandò per molto tempo la vita di Ispra.
Carlo Bartolomeo Suardi nacque nel 1692 e si sposò con Margherita Besozzi (appartenente a un nobile casato). Dopo la sua morte la proprietà passò, nel 1760, nelle mani del figlio avvocato Giuseppe, marito di Teresa Radaelli. Morendo però a 50 anni, il 3 dicembre del 1774, tutte le proprietà andarono ai figli Francesco (1765) e Gerolamo (1774) che divennero, le personalità più in vista del paese. Anche il fratello Carlo, religioso lateranense, venne ricordato per l'aiuto che nell'inverno del 1784 diede ai popolani ispresi danneggiati da una forte tempesta. 
I Beltramoli
Dopo Francesco e Gerolamo Suardi le terre e le case ispresi passarono ai figli di Giovan Maria Beltramoli, Giacomo e Gaetano, che erano negozianti di vino e grano di un importante mercato di Milano e proprietari di un'azienda. 
Nel 1808 questo ricco casato aveva fatto generose offerte alla chiesa di San Martino e per questo, quando il parroco aveva intenzione di sostituire un Beltramoli che faceva parte dei membri della fabbriceria, il commissario di Angera, in una nota destinata al delegato provinciale, ricordava la beneficenza fatta dai signori. 
I Beltramoli mantennero la proprietà per circa trentacinque anni.
I Castelbarco
- Antonietta Castelbarco

Fu Antonietta Castelbarco, colei a cui Gaetano Beltramoli e i suoi nipoti Antonio e Luigi vendettero l'insieme delle case, che trasformò il complesso in una vera e propria dimora di villeggiatura.
Antonietta Castelbarco, figlia del duca Pompeo Litta Visconti Arese e di Elena Albani e moglie di Carlo Castelbarco Visconti Simonetta, era nata l'8 febbraio del 1814 e un giorno del 1841, mentre passava sul lago a Ispra per andare alle Isole Borromee, decise di comprare tutte le terre e le case. Antonietta Castelbarco fu la principale artefice dell'acquisto con il consenso del suocero Cesare di Castelbarco. 
Lei e il marito ebbero sette figli: Maria, la quale nacque il 9 aprile 1832, ereditò tutti i beni di Ispra e che l'8 ottobre 1856 sposò il marchese Giacomo Brivio Sforza, Cesare, che acquistò Villa Quassa dai Cadorna e ne fece la sua proprietà, Elena, Camilla, Bice, Filippo e Giuseppe.

Antonietta Castelbarco morì il 4 ottobre del 1855 a soli 41 anni, nella sua villa a Ispra. Venne sepolta in una cappella vicino al cimitero, e successivamente venne costruito secondo il modello di Luigi Robecchi, il grande monumento per la sua memoria. 
- Cesare Castelbarco

Durante la prima guerra d'indipendenza, Cesare e la moglie trovarono riparo nella villa di Ispra. Cesare si dedicò al restauro dei dipinti della chiesa, ma essendo un dilettante, la sua maniera maldestra si nota.
I Brivio
Dopo la morte di Maria il 28 ottobre 1879, la proprietà passò, nel 1882 al figlio, il marchese Cesare Brivio, che era nato a Como il 15 settembre 1857. 
Dopo essere diventato il proprietario di Ispra, ne fu anche il sindaco, divenendo così, insieme alla moglie e a tutta la famiglia, dopo tutte le scelte importanti, il punto di riferimento indiscusso. 
Non mancavano di certo altri ricchi proprietari e grandi ville, ma quella dei Brivio era di gran lunga migliore, infatti quando arrivava la stagione di villeggiatura, tante persone di un ceto importante e famigliari aristocratici, si fermavano. 
Durante la metà di luglio del 1894 Agostino Gaetano Riboldi, vescovo di Pavia, durante un periodo di soggiorno, cresimò le due figlie maggiori del marchese. 
Gli Ispresi raccontano della passione del marchese per i cani e di ricordarsi un suo gesto ricorrente del gettare al porto, varie monete, per i bambini che poi si tuffavano per ripescarle e tenerle per sé.
Cesare Brivio lasciò la carica di sindaco due anni dopo essersi ferito in un incidente, che lo portò a restare a lungo nella casa di Meda. Le proprietà passarono nel 1925 alla figlia Beatrice, dopo la morte del padre il 15 maggio. 
Beatrice sposò nel 1918 il conte Alessandro Sagramoso, figlio di un antico e nobile casato veronese.

## La proprietà

### Prima e dopo i Castelbarco
Inizialmente la casa era costituita da quattro sale, un porticato, due cucine, molti corridoi e tre scale (una delle quali era segreta) che collegavano il piano terra ai piani superiori. 
Nel giardino c'era una scuderia, una stalla, un porticato con due presse (per la creazione del vino e dell'olio), una stanza con un forno per fare il pane, varie cantine e la ghiacciaia, che era interrata. Un piccolo giardino circondava la casa dominicale e il terreno che portava fino al lago era in parte coltivato a vigneto.
Dopo l'acquisto, i Castelbarco vollero una residenza adeguata al loro ceto sociale. Per questo motivo il complesso delle case venne trasformato in una villa adeguata a un casato aristocratico. Recintato da un alto muro che scendeva fino al lago e ne seguiva la riva per un lungo tratto, si estendeva il parco. La villa è formata da due cappelle, una superiore e una inferiore, in granito grigio di Baveno e una struttura tipica del periodo neoclassico che ricorda lo schema planimetrico del Pantheon. Probabilmente gran parte degli interventi di trasformazione si deve all'ingegner Luigi Robecchi.